# 泰伯墓
31°33′00″N 120°29′06″E / 31.54997°N 120.48491°E
泰伯墓，是一座位於江蘇省無錫市無錫新區的墓葬，裏面安葬了歷史三讓皇位的主角泰伯。每逢泰伯正月初九的生日，許多市民乃至全球各地的吳姓後裔（泰伯被認定為吳姓的先祖）皆到此地參拜

## 歷史
泰伯廟是於東漢永興二年（154年）所建造的，佔地約20畝，歷代地方政府曾協助整修。1982年被中國政府列作省級文物保護單位。1986年被中國國務院定為太湖十八景區的其中一個景區。1999年，锡山市筹资1500万元，修建附近主体工程，至年底完成。2006年5月25日，中华人民共和国国务院公布泰伯庙与泰伯墓为全国重点文物保护单位。

## 習俗
為了紀念泰伯這位吳國始祖，在每年的泰伯誕辰（正月初九），當地市民乃至全球各地的吳姓後裔會來到
位於鴻山的泰伯墓參拜，形成了大規模的鴻山廟會。此習俗一直傳到今天。